# Unternehmen Haudegen

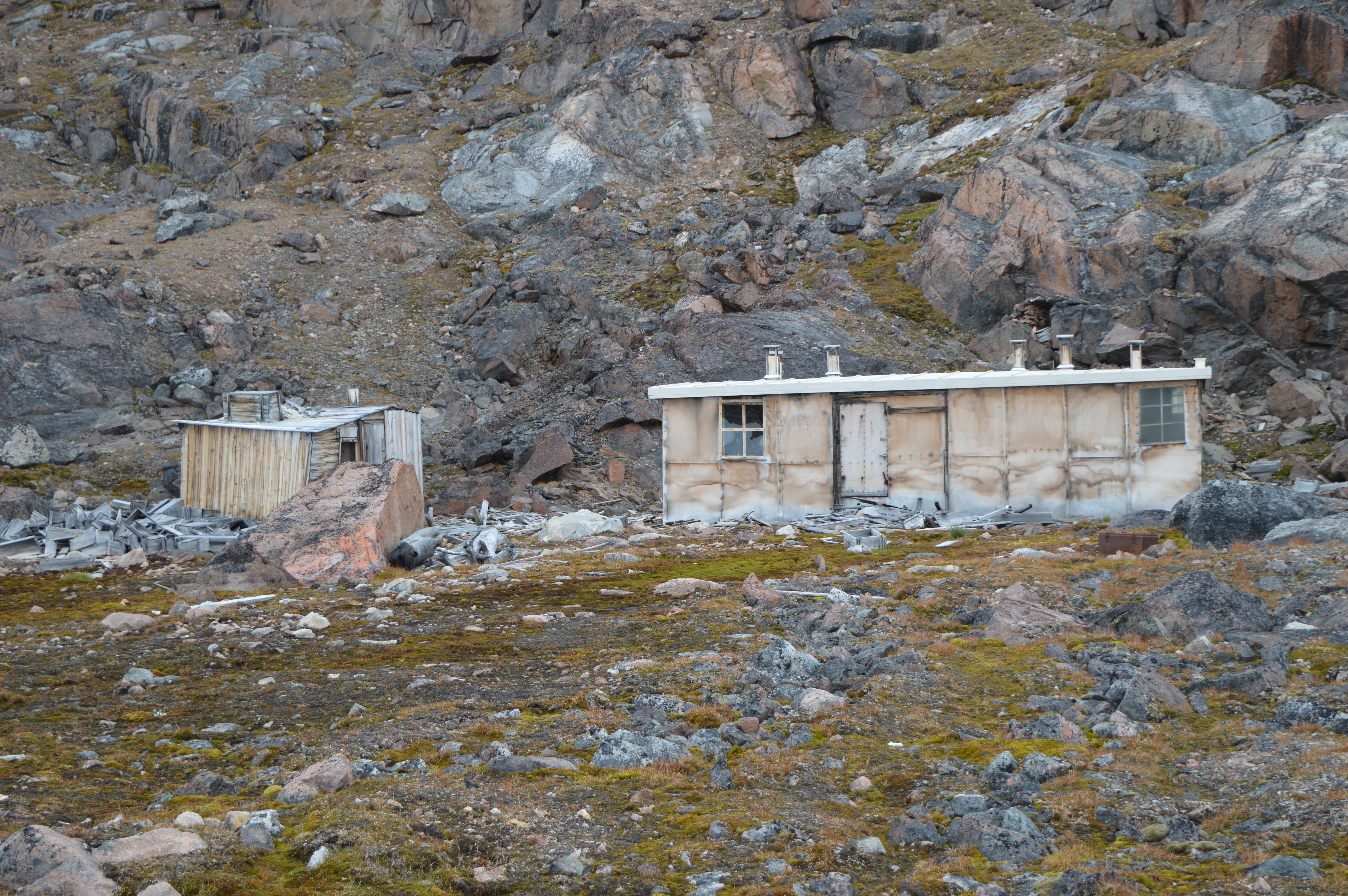
Bild der Operation Haudegen im Jahr 2022

Haudegen war der Deckname einer deutschen Militäroperation bzw. Expedition der deutschen Kriegsmarine im Jahr 1944/45 auf die arktische norwegische Inselgruppe Spitzbergen. Der Wettertrupp „Haudegen“ kapitulierte als letzte Einheit der Wehrmacht im Zweiten Weltkrieg am 4. September 1945. 
Wie bei den meisten anderen Wettertrupps leitete sich der Deckname „Haudegen“ aus dem Namen seines Leiters ab, Leutnant Dr. Wilhelm Dege. Haudegen war eine von mehreren Wetterstationen der Wehrmacht in der Arktis, die von Marine und Luftwaffe zur Gewinnung von Wetterdaten in der Polarregion in Spitzbergen, Nordostgrönland, Labrador und Franz-Josef-Land zeitlich abfolgend oder nebeneinander eingesetzt wurden. Die jeweiligen Wettertrupps wurden getrennt voneinander als Marinewettertrupp oder Luftwaffenwettertrupp in Landstationen oder auf Schiffen eingesetzt und waren jeweils für ihre Teilstreitkraft tätig.

## Vorbereitung
Unter Führung des Geographen Leutnant (MA)S Wilhelm Dege wurde dem Wettertrupp der Marine (Gesamtstärke 11 Soldaten) der Auftrag erteilt, die für die Kriegsmarine in Norwegen operativ wichtigen Wetterdaten durch den Betrieb einer Kriegswetterstation zu sammeln. Im September 1944 wurden der Marinewettertrupp und seine Ausrüstung (80 t oder 20 kg/(Mann·Tag) davon 1,4 kg Verpflegung) in Narvik an Bord des Fischdampfers Karl J. Busch zur Anlandung auf Spitzbergens Nordostland eingeschifft. Zur Ausrüstung gehörte die gesamte Wetterstation aus vorgefertigten Knoespelwürfeln sowie 7 t Kohle zur Befeuerung der Wärmeöfen. Die Verpflegungsration einschließlich Alkohol wurde pro Mann und Tag mit 1,4 kg oder 6000 kcal / Mann-Tag für ein Jahr angesetzt.

## Waffen und Gerät
Infanteriewaffen
- 2 MG 42 – davon eines bei Landung verloren und durch MG 34 von der Karl J. Busch ersetzt
- 4 Selbstladegewehre G43
- 8 Karabiner Mauser Modell 98k (zwei mit ZF 41 und einer mit Granatbecher)
- 4 MP 40

Kurzwaffen
- 11 Pistolen Radom-M-35 9 mm Para
- 1 P08 Kaliber 9 mm Para
- 4 Walther PPK Kaliber 7,65 mm
- 1 Walther-Pistole Kaliber 6,35 mm
- 1 russischer Nagant-Revolver Kaliber 7,62 mm
- 1 Reichsrevolver M 83 Kaliber 10,6 mm
- 2 Signalpistolen (einläufig)

Jagdwaffen als Zusatzausstattung für Jagd und Selbstschutz
- 1 Büchse Mauser Kaliber 8 × 57 IS
- 1 Drilling M30 mit Zielfernrohr Fa. Sauer & Sohn Kaliber 9,3 × 74R / 16/70
- 1 Doppelflinte Fa. Sauer & Sohn
- 1 Kleinkalibergewehr

Munition und Sprengmittel
- 19.500 Schuss 7,92 × 57 mm für MG und Gewehr
- 12.480 Schuss 9 × 19 mm für MP und Pistole
- 300 Handgranaten
- 258 Spreng-Gewehrgranaten
- 90 Panzer-Gewehrgranaten
- 45 Nebelwurfkörper
- 48 Nebeltöpfe

Für die Jagd wurde Munition mit Teilmantelhohlspitz- und Teilmantelgeschosse mitgeführt. Um bei einer eventuellen Gefangennahme nicht in den Verdacht zu geraten, mit dieser „Dum-Dum“-Munition gegen das internationale Kriegsvölkerrecht zu verstoßen, wurde sie von den Teilnehmern des Wettertrupps mit der Aufschrift „Nur für Bären“ versehen. Für Sprengungen und zum Bau von Behelfsminen wurden größere Mengen Dynamit mitgeführt.

## Durchführung
Das ursprünglich als Begleit-U-Boot vorgesehene U 354 wurde mit einem Teil der Ausrüstung bei einem Angriff auf den Flugzeugträger HMS Nabob der Royal Navy versenkt, einem Begleitschiff des alliierten Konvois JW 59. Die nun fehlende Ausrüstung konnte behelfsmäßig ersetzt werden. Von Hammerfest aus – diesmal im Geleit des U-Boots U 307 – geriet die Unternehmung in der Nähe der Bäreninsel in einen alliierten Geleitzug. Die Karl J. Busch gelangte jedoch sicher durch die Olga- und Hinlopenstraße an die Nordküste der Insel Nordostland. Auf der Ostseite der Wordiebukta im Prins-Oscars-Land konnte die Wetterstation errichtet und bis zum September 1945 betrieben werden – nach der Kapitulation offen als Wetterstation. Erst im September 1945 erfolgte durch die norwegische Marine die Abholung.
Nach einem im Jahr 2004 veröffentlichten Zeitzeugenbericht des ehemaligen deutschen Funk-Obergefreiten Heinz Schneider aus Dresden habe die Wehrmacht die elf deutschen Soldaten auf der Insel vor Spitzbergen schlicht „vergessen“. Besonders die Wetterbedingungen zehrten an den Kräften. So mussten die Soldaten Temperaturen bis weit unter −40 °C ertragen. Zudem herrscht von Ende Oktober bis Anfang Februar Polarnacht. Auch Eisbären, die bis in das Lager vordrangen, stellten eine Gefahr dar. Da es sich um eine Kriegswetterstation handelte, musste der Wettertrupp auch immer mit Feindkräften rechnen.

## Auftrag des Wettertrupps
(1) Messung bzw. Beobachtung des Bodenwetters (sg. „Obs“):
- Luftdruck
- Temperatur (aktuell, Tagesmittel-, Minimum- und Maximumtemperatur)
- relative Luftfeuchtigkeit
- Sicht
- Wettertyp nach Kopenhagener Schlüssel
- Windrichtung und -stärke
- Bewölkung (Typ, Höhe, Zugrichtung und Bedeckungsgrad)
- Niederschlag (Regen- bzw. Schneemenge)
- Verdunstung
- Bodentemperatur (über freier Erde, Schnee, Meerwasser bzw. über Eis)

Diese Beobachtungen wurden vom 15. September 1944 bis zum 5. September 1945 ohne Unterbrechung acht Mal täglich (alle drei Stunden) vorgenommen. Die (verschlüsselte) Funkübermittlung an die Marinefunkstelle Tromsø erfolgte zu vorher festgelegten Zeiten (sogenannte „Programmzeiten“) dreimal täglich. Von dort wurden die Daten per Fernschreiber an das Oberkommando der Marine in Berlin weitergeleitet. Nach der deutschen Kapitulation (8. Mai 1945) übermittelte „Haudegen“ die Daten offen (nach dem Kopenhagener Schlüssel). Die Zusammensetzung einer solchen Wettermeldung ist unter SYNOP dargestellt.
(2) Radiosonden-Aufstiege zur Messung von Luftdruck und Temperatur in höheren Luftschichten (sg. „Temp“)
Insgesamt wurden von „Haudegen“ 140 erfolgreiche Radiosonden-Aufstiege durchgeführt, sechs zu den „Internationalen Aerologischen Tagen“ im November 1944, tägliche Aufstiege vom 1. Dezember 1944 bis zum 2. Februar 1945, 22 Aufstiege bis zur Kapitulation am 8. Mai 1945 und zwölf Aufstiege nach der Kapitulation. Die Messergebnisse wurden jeden Abend um 18:00 Uhr DGZ (Deutsche gesetzliche Zeit) verschlüsselt an die Marinefunkstelle Tromsø übermittelt. Im Durchschnitt aller Aufstiege wurde eine auswertbare Höhe von 11.500 Metern erreicht.
(3) Pilotballon-Aufstiege zur Messung des Höhenwindes (sg. „Pilot“)
Kombiniert mit den Radiosonden-Aufstiegen („Temps“) wurde der Radiosonden-Ballon mit einem Registrier-Theodolit verfolgt. Zwischen dem 5. Juli und dem 3. September 1945 erfolgten 16 reine Pilotballon-Aufstiege (ohne Radiosonde, da die Batterien wegen Überlagerung nicht mehr brauchbar waren).

## Ende der Unternehmung
Da das deutsche Marineoberkommando Norwegen unter Admiral Theodor Krancke bis zum 26. August 1945 unter britischem Kommando bestehen blieb, waren die vielen zu bewältigenden  Aufgaben oft zuständigkeitshalber nicht eindeutig geregelt und so wurde der kleine Wettertrupp "Haudegen" anfangs schlicht übersehen. Im Laufe des Sommers kam per Funk die alliierte Anweisung, planmäßig weiter zu arbeiten. Schließlich wurde am 3. September 1945 das norwegische Robbenfangschiff Blaasel nach Spitzbergen entsandt, um die Soldaten zu evakuieren und auf das norwegische Festland zurückzuführen. Am späten Abend des 3. September kam das Schiff bei der Wetterstation auf der Nordostseite der Inselgruppe an. Der Leiter des deutschen Trupps, Leutnant Dr. Dege und der norwegische Kapitän Albertsen kannten sich bereits von früheren Polar-Expeditionen, und so begegneten sich Retter und Gerettete nach späteren Aussagen der Beteiligten erleichtert und respektvoll bei deftigem Essen, reichlich Schnaps und Zigaretten. Nachdem auch noch einige Ausrüstungsgegenstände getauscht worden waren, unterschrieb der Expeditionsleiter Leutnant Dr. Dege dem norwegischen Kapitän Albertsen am Morgen des 4. September 1945 eine gesonderte Kapitulationserklärung. Dege legte als symbolischen Akt seine Dienstpistole auf den Tisch der Wetterstation. Zuvor wurden die ausgelegten Schützenminen gesprengt und Teile des Munitionsvorrats, besonders der der MGs, verschossen. Vier Monate nach Kriegsende in Europa und nach einem Jahr im Eis beendete die Wetterstation ihre Arbeit.  
Der Wettertrupp „Haudegen“ war damit der letzte Truppenteil der Wehrmacht im Zweiten Weltkrieg, der seine Waffen niederlegte.

## Nachspiel
1985 konnten während einer Expedition des Museums des norwegischen Verteidigungsministeriums, an der der Sohn von Dege teilnahm, noch eine nahe der Station vergrabene Metallkiste mit den Tagebüchern seines Vaters sowie ein Fluchthilfedepot des Marinewettertrupps „Haudegen“ mit Waffen und Munition geborgen werden. Verschiedene Originalunterlagen des „Unternehmen Haudegen“ befinden sich heute im Nachlass Wilhelm Deges im Archiv für Geographie des Leibniz-Instituts für Länderkunde in Leipzig. 2014 besuchte eine norwegische Expedition die Station und nahm den aktuellen Zustand auf.